# Esquites

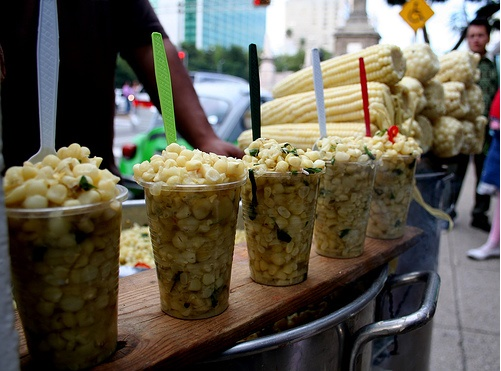
Esquites.

Esquites ou ezquites, troles et trolelotes dans le nord-est du Mexique, chasca à Aguascalientes, vasolote à Michoacán également connu sous le nom d'elote en vaso (du « maïs dans un verre »),,, est un snack ou un apéritif (antojito) mexicain.
En français, on traduit le plus souvent par « salade de maïs de rue mexicaine ». On peut les trouver sur les marchés locaux et les vendeurs ambulants vendant du maïs. Le mot esquites vient du mot nahuatl ízquitl, qui signifie « maïs grillé ».

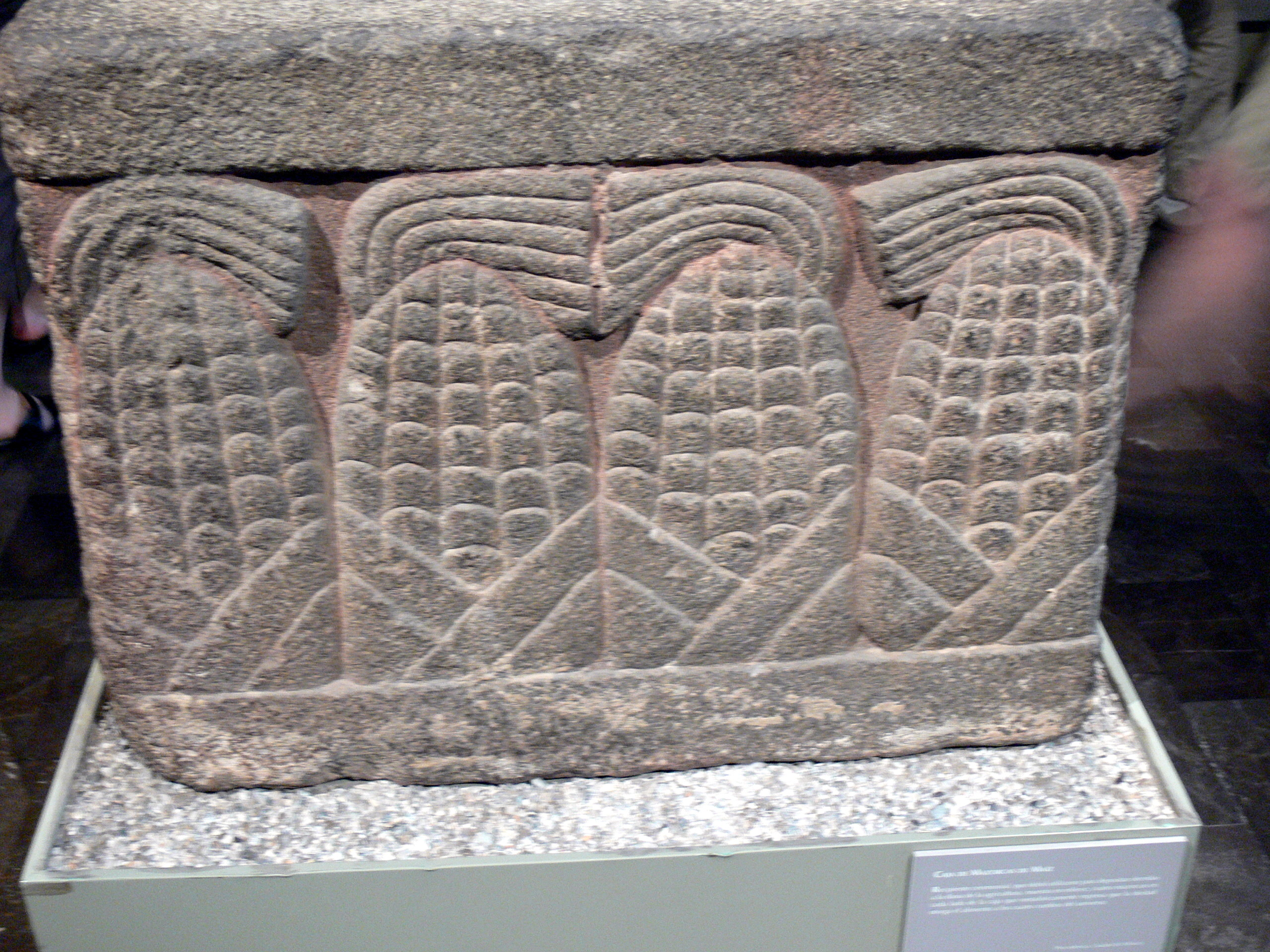
Musée national, Caja de Mazorca de Maiz.

## Origine
Bien que leur véritable origine ne soit pas connue, il est communément admis que les esquites sont historiquement un aliment de rue mexicain courant. Selon les histoires de Nahuatl, les esquites (salades de rue mexicaines) auraient été créés par la divinité Tlazocihuapilli de Xochimilcas, à qui l'on attribue également la création de l'atole mexicain et de la gelée de maïs,.
Il existe une histoire alternative quant à son origine qui prendrait sa source à la fin des années 1800. L'empereur Maximilien Ier et l'impératrice Charlotte auraient créé ce plat, également appelé « dents d'odalisque », lorsqu'ils ont accidentellement utilisé de la farine de maïs au lieu de blé.

## Ingrédients

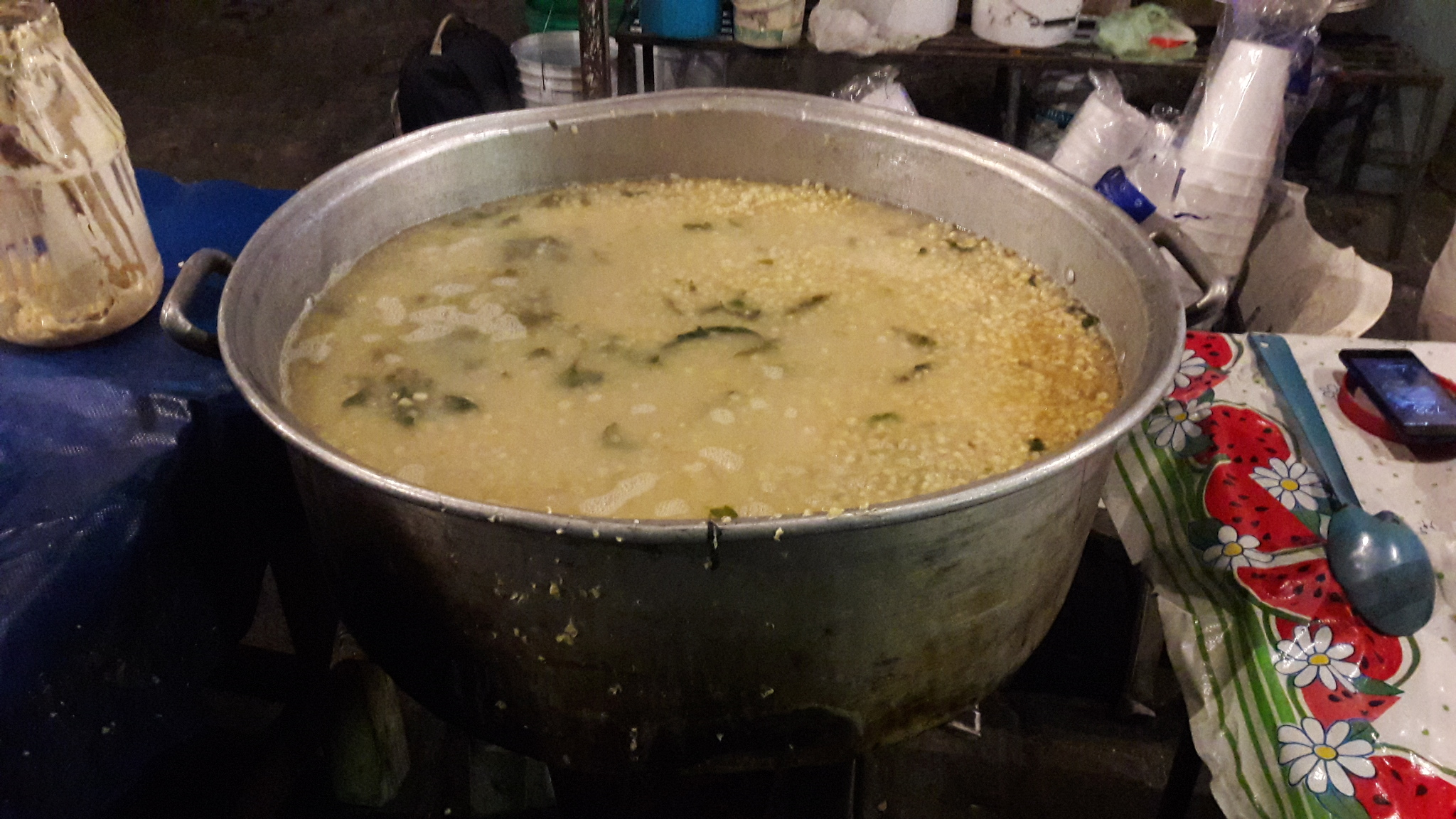
Préparation desquites.

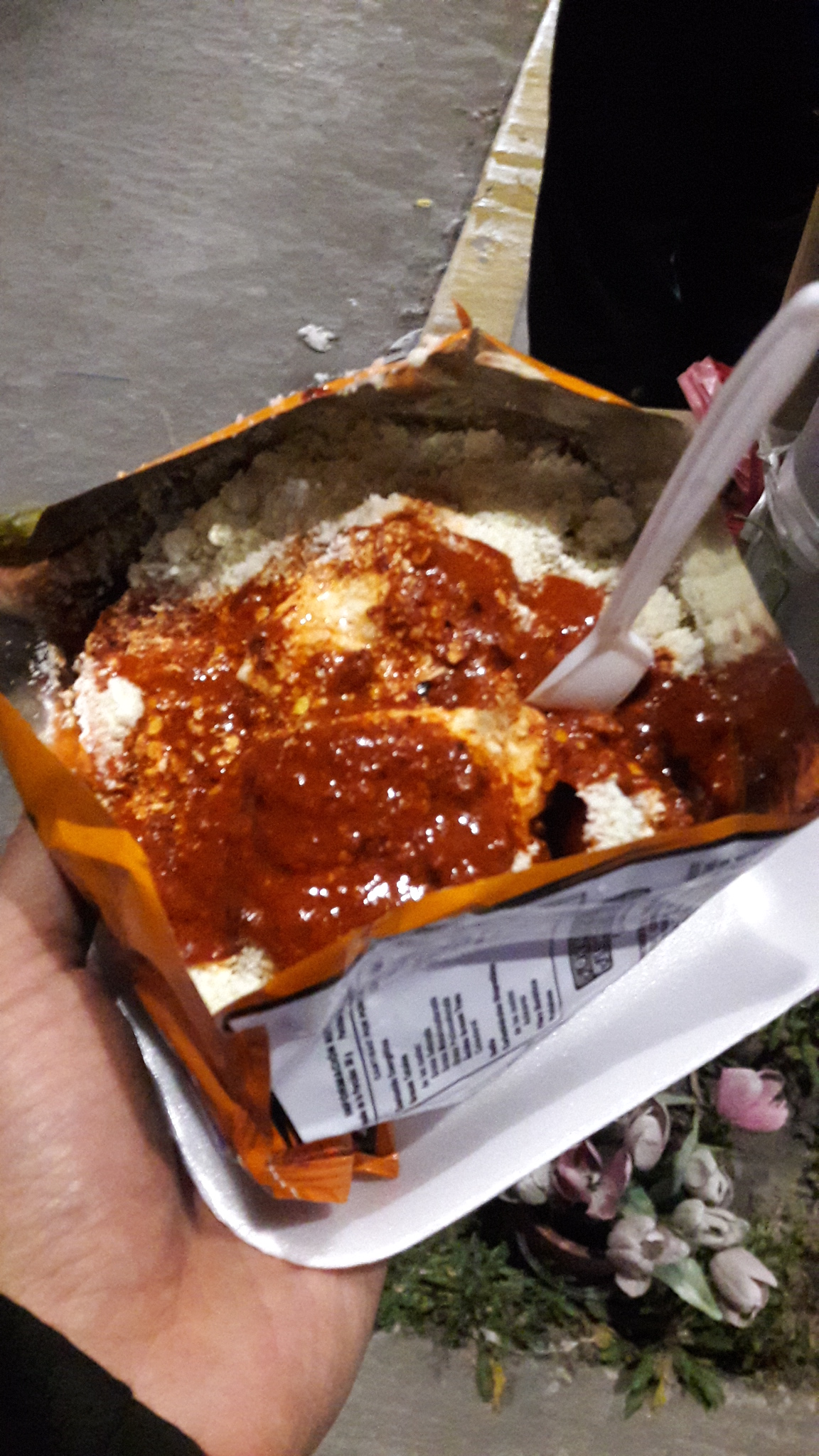
Esquite fabriqué dans un sac Hot Cheeto Maïs préparé en salade mexicaine de rue.

Les esquites sont généralement fabriqués à partir de grains de maïs blancs qui ont été bouillis et ramollis dans de l'eau (nixtamalisation), auxquels est ajouté du sel et des feuilles d'épazote. Parfois, le maïs est également sauté dans du beurre et des oignons après avoir été bouilli. Les grains de maïs blanc sont d'abord bouillis dans de grosses marmites jusqu'à ce qu'ils deviennent tendres puis sont servis dans des gobelets en plastique ou en polystyrène, d'où le nom anglais, corn in cup. On peut également les trouver servis dans des feuilles de maïs.
La base reste la même, cependant, l'accompagnement peut varier. Les garnitures pour les esquites comprennent généralement des combinaisons de jus de citron vert, de poudre de chili ou de sauce piquante, de sel, de fromage cotija et de mayonnaise,. Dans des endroits comme Mexico, ils sont également garnis de chapulíns ou de grillons.
Une variante moderne populaire consiste à mélanger le maïs avec des Cheetos ou des chips tortillas.

## Autres pays
Les esquites sont également connus dans certains autres pays tels que l'Iran où ils portent le nom de « maïs mexicain » (persan : ذرت مکزیکی, zorrat mekziki). En Bulgarie, ils se nomment « maïs en tasse » (bulgare : царевица в чашка, tsarevitsa v chachka).